# مسجد المسقي التاريخي
مسجد المسقي هو مسجد تاريخي بني بين عامي 73 هـ و75 هـ الموافق 692 م و694 م في منطقة عسير.

## الموقع
يقع المسجد في قرية المسقي جنوب مدينة أبها بمنطقة عسير الواقعة جنوب المملكة العربية السعودية.

## المعمار
بُني المسجد على طراز السراة، ويتميز بنمط النسيج العمراني المتضامن للمباني والممرات وأبرز عناصره الحجر الطبيعي، ونظام بنائه يعتمد على المداميك والحوائط السميكة الحاملة ويستعمل خشب العرعر لمتانته وصلابته.  ويتأثر طراز السراة في نشوء أنماطه المعمارية بالظروف المناخية وطبيعة المكان والعوامل الاجتماعية. وتبلغ مساحته 405.72 متر مربع، ويتسع لـ 156 مصلياً بعد أن تعطلت الصلاة فيه خلال السنين الماضية، أعيد بناء المسجد في العام 1397هـ.

## الترميم
تم إعلان تسجيل مسجد المسقي من ضمن مشروع الأمير محمد بن سلمان لتطوير المساجد التاريخية للمرحلة الثانية والتي تشمل 30 مسجداً في جميع مناطق المملكة الـ13.